# International Championship
International Championship är en professionell rankingturnering i snooker som spelas i oktober–november. Turneringen spelades första gången säsongen 2012/13 och var Kinas femte rankingturnering. Efter världsmästerskapet och UK Championship har International Championship den tredje högsta prissumman på touren.
Ett kval spelas i England september–oktober. Därefter får fyra slumpmässigt utvalda kvalvinnare möta fyra wildcards bestående av unga kinesiska spelare för en plats i huvudturneringen. I huvudturneringen deltar 64 spelare.
Den första finalen i International Championship spelades år 2012 mellan Judd Trump och Neil Robertson. Trump vann med 10–8 och tog därmed sin tredje rankingtitel. Efter vinsten blev han också etta på världsrankingen.

## Vinnare
| 2012      | Judd Trump                             | Neil Robertson                         | 10 – 8                                 | 2012/13                                |                                        |                                        |
| 2013      | Ding Junhui                            | Marco Fu                               | 10 – 9                                 | 2013/14                                |                                        |                                        |
| 2014      | Ricky Walden                           | Mark Allen                             | 10 – 7                                 | 2014/15                                |                                        |                                        |
| 2015      | John Higgins                           | David Gilbert                          | 10 – 5                                 | 2015/16                                |                                        |                                        |
| 2016      | Mark Selby                             | Ding Junhui                            | 10 – 1                                 | 2016/17                                |                                        |                                        |
| 2017      | Mark Selby                             | Mark Allen                             | 10 – 7                                 | 2017/18                                |                                        |                                        |
| 2018      | Mark Allen                             | Neil Robertson                         | 10 – 5                                 | 2018/19                                |                                        |                                        |
| 2019      | Judd Trump                             | Shaun Murphy                           | 10 – 3                                 | 2019/20                                |                                        |                                        |
| 2020–2022 | Inställt på grund av Covid-19-pandemin | Inställt på grund av Covid-19-pandemin | Inställt på grund av Covid-19-pandemin | Inställt på grund av Covid-19-pandemin | Inställt på grund av Covid-19-pandemin | Inställt på grund av Covid-19-pandemin |
| 2023      | Zhang Anda                             | Tom Ford                               | 10 – 6                                 | 2023/24                                |                                        |                                        |